# Routes
Route là một Xã của Pháp thuộc tỉnhSeine Maritime trong vùng của Pháp Normandie miền bắc nước Pháp.

## Dân số
| 1962 ! 1968 |  | 104 | 112 | 183 | 131 | 132 | align=center\|142 | 204 |  | </rep>Từ năm 1962 Dân số không tính trùng<rep/> |